# María Luisa Montoto
María Luisa Montoto de Rogel (Santiago del Estero, Argentina, 28 de marzo de 1952) es una médica oftalmóloga y política argentina perteneciente al Frente Cívico por Santiago. Se desempeñó como concejal de la ciudad de La Banda desde el año 2018. El 19 de diciembre de 2019, juró como diputada nacional por su provincia, en reemplazo de Claudia Ledesma Abdala, quien había renunciado a ese cargo para asumir como senadora nacional. Pasó a integrar el bloque del Frente Cívico por Santiago con mandato hasta diciembre de 2021. En diciembre de 2020, durante el debate de la Ley de Interrupción Voluntaria del Embarazo, votó en contra de aprobar dicha norma. Se postuló en las elecciones legislativas de 2021 y renovó su banca triunfando con el 64,8% de los votos. El 7 de diciembre de ese año juró el cargo con mandato hasta diciembre de 2025.